# Yijiu Zhen
Yijiu Zhen (kinesiska: 宜就, 宜就镇) är en köping i Kina. Den ligger i provinsen Yunnan, i den sydvästra delen av landet, omkring 150 kilometer nordväst om provinshuvudstaden Kunming. Antalet invånare är 16 909. Befolkningen består av 8 023 kvinnor och 8 886 män. Barn under 15 år utgör 16,0 %, vuxna 15-64 år 74 %, och äldre över 65 år 9,0 %.
Genomsnittlig årsnederbörd är 839 millimeter. Den regnigaste månaden är juli, med i genomsnitt 202 mm nederbörd, och den torraste är januari, med 4 mm nederbörd.